# Conger
Conger er en slægt af fisk i havålfamilien. Til slægten hører blandt andet havål (Conger conger). Conger er lange ålefisk. De har ingen skæl. De har store gællespalter og et stort hoved med en bred mund og stærke tænder. Det er rovfisk som findes i alle oceaner. Flere, inkl. havål, er værdsatte spisefisk.